# Bruno ze Schauenburku

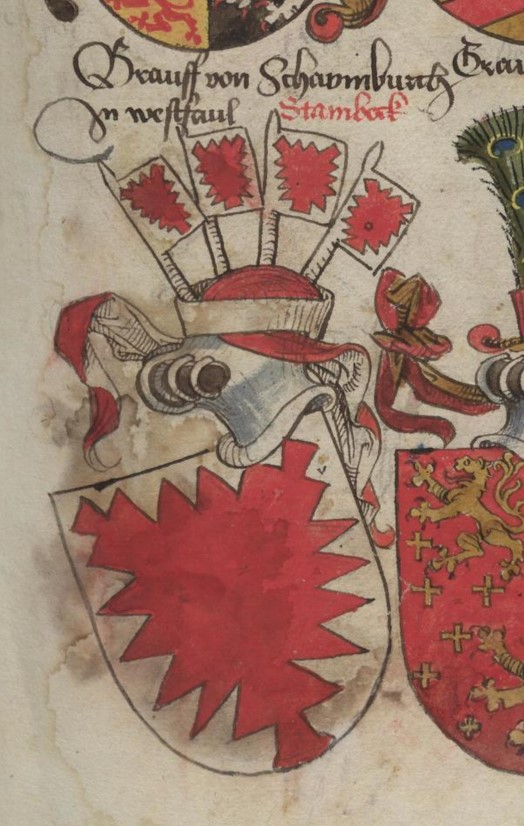
Erb Bruna ze Schauenburku v erbovníku Konráda Grünenberga z roku 1483

Bruno ze Schauenburku (německy Bruno von Schauenburg; 1205? – 1./17. února 1281 Kroměříž) byl šlechtic a duchovní německého původu, působící v letech 1245–1281 jako biskup olomoucký. Patřil k předním rádcům a diplomatům českých králů Václava I. a zejména Přemysla Otakara II., pro něhož byl doslova „pravou rukou“. Významně se svou kolonizační a zakladatelskou činností zapsal do dějin Moravy.
Je po něm pojmenováno náměstí Biskupa Bruna v Ostravě a město Brušperk, které založil.

## Mládí
Bruno ze Schauenburku pocházel ze starého severoněmeckého šlechtického rodu, jehož rodový hrad Schauenburg (nyní Schaumburg) stojí nad řekou Veserou u města Rinteln v Dolním Sasku, asi 50 km jihozápadně od Hannoveru. Narodil se jako třetí syn holštýnského a schauenburského hraběte Adolfa III. a jeho druhé manželky Adelhaid z Querfurtu, někdy mezi lety 1200 až 1205. Zastával řadu církevních úřadů. Roku 1229 se stal proboštem katedrální kapituly v Lübecku. V roce 1236 je doložen jako probošt v Hamburku a roku 1238 byl zvolen proboštem v Magdeburgu. Při této volbě byl však Brunův protikandidát zabit a Bruno musel uprchnout. Navíc byl tamějším arcibiskupem exkomunikován. Bruno však odešel do Říma k papeži a dosáhl u něj odpuštění. Roku 1244 ho papež Inocenc IV. jmenoval papežským kaplanem. Dne 20. září 1245 pak ho tentýž papež jmenoval olomouckým biskupem. Díky tomu skončily několikaleté spory ohledně obsazení místa zdejšího biskupa. Na biskupa byl Bruno vysvěcen až roku 1247. Český král Václav I. nejprve s jeho podporou váhal a uznal Bruna biskupem až roku 1247. Vzápětí si však biskup Bruno získal královu přízeň, když se za povstání jeho syna Přemysla postavil na Václavovu stranu a později se zasloužil o smíření otce a syna.

## Biskupem na Moravě
Biskup Bruno se ve svém biskupství aktivně zabýval reformou církevní správy. Na Moravě začal obnovovat stávající a zřizovat nové děkanáty. Také pořádal s farním klérem synody (první roku 1252). Zřídil úřad biskupského soudce, tzv. oficiála. Založil i úřad scholastika, který měl na starost kapitulní školu. Zabýval se rovněž správou biskupského majetku, který významně rozšířil a zvelebil. Blízko staršího osídlení založil nové město Kroměříž s hradem (dnes arcibiskupský zámek) a zřídil zde kolegiátní kapitulu u svatého Mořice, manský soud a poručil vysázet vinohrady a vyhloubit vinné sklepy. Roku 1267 pak v Kroměříži pořádal diecézní synodu. Po požáru katedrálního kostela sv. Václava v Olomouci (postaveného Jindřichem Zdíkem) v roce 1265 tento obnovil a rozšířil již v gotickém stylu.
Je pokládán za průkopníka kolonizace středověké Moravy, pomocí lenního systému totiž zalidňoval dosud neobydlené oblasti, hlavně ve středu (Drahanská vrchovina) a na severu země (území mezi Odrou a Ostravicí, Opavsko, Osoblažsko). V jeho listině z roku 1267 je například poprvé zmíněna kolonisty založená Ostrava. Na Moravě založil vedle zmíněné Kroměříže hrady Mírov, Blansek (též Blansko), Fulštejn, Šaumburk a další. Podílel se také na založení města Uherské Hradiště.

## Opora Přemysla Otakara II.
Po Václavově smrti se biskup Bruno stal rádcem a diplomatem mladého krále Přemysla Otakara II. a oporou královské moci na Moravě (král byl zároveň moravským markrabím). V letech 1254–55 a znovu 1267–68 doprovázel Přemysla Otakara II. na křížové výpravy do Prus. Spolu s králem biskup Bruno neúspěšně usiloval u papeže o povýšení olomouckého biskupství na arcibiskupství se sufragánními biskupstvími v Praze a Marcheggu, a o zřízení nových biskupství na územích (v Prusích?), která by mu byla podřízena. Biskup Bruno však pro Přemysla Otakara II. získal Štýrsko a v letech 1262–69 zde zastával funkci hejtmana. Po bitvě u Kressenbrunnu se mu také podařilo dojednat sňatek krále s Kunhutou, vnučkou uherského krále Bély IV. Později hájil Přemyslovy zájmy o římskou královskou korunu u papežské kurie. Roku 1274 vystoupil na koncilu v Lyonu, kde obhajoval neplatnost říšské volby Rudolfa Habsburského, ale to se mu v zkorumpovaném prostředí nepodařilo. Často stál v čele přemyslovských vojsk, v té době to ještě nebylo u duchovních nic neobvyklého. Například roku 1276 hájil Rakousy proti postupujícímu vojsku Rudolfa Habsburského.
V roce 1276 biskup Bruno zřejmě přemluvil Přemysla Otakara II., aby se pokořil u Vídně Rudolfovi Habsburskému. Bitvy na Moravském poli se však již neúčastnil. Po porážce Přemysla Otakara II. pak biskup Bruno musel vzdát hold Rudolfovi. Ten ho pověřil správou severní Moravy (Olomoucka a Přerovska). V roce 1279 ještě biskup Bruno vysvětil na pražského biskupa Tobiáše z Bechyně. Biskup Bruno ze Schauenburku zemřel v roce 1281 a byl pochován před hlavním oltářem kostela sv. Mořice v Kroměříži, který sám založil.
Biskup Bruno hovořil německy, latinsky a zřejmě i česky. Vyznal se nejen v teologii, ale díky svému hraběcímu původu i ve vojenství a stavbě hradů. Byl to také výborný hospodář.